# Сырейщиков, Василий Алексеевич
Васи́лий Алексе́евич Сыре́йщиков (30 декабря 1922, Башкири, Сернурский кантон, Марийская автономная область, РСФСР, СССР ― 9 апреля 1991, Йошкар-Ола, Марийская ССР, РСФСР, СССР) ― советский военный деятель, специалист связи. В годы Великой Отечественной войны ― командир роты связи 123 гвардейского отдельного батальона связи 32 гвардейского стрелкового корпуса на Сталинградском, Воронежском, 2-м и 1-м Украинских фронтах, гвардии капитан. Член ВКП(б).

## Биография
Родился 30 декабря 1922 года в дер. Башкири ныне Куженерского района Марий Эл в семье столяра.
В 1941 году окончил 9 классов средней школы № 7 г. Йошкар-Олы Марийской АССР.
Участник Великой Отечественной войны: с мая 1941 года ― доброволец РККА, в 1942 году окончил Воронежское училище связи, с мая 1942 года ― командир роты связи 123 гвардейского отдельного батальона связи 32 гвардейского стрелкового корпуса на Сталинградском, Воронежском, 2-м и 1-м Украинских фронтах, гвардии капитан. Был ранен. Демобилизовался в феврале 1947 года.
С 1947 года в Йошкар-Олинской конторе связи: с 1954 года ― заместитель начальника, в 1960―1978 годах ― начальник телеграфно-телефонной станции.
В 1961―1990 годах избирался депутатом Йошкар-Олинского городского Совета 9 созывов.
Ушёл из жизни 9 апреля 1991 года в Йошкар-Оле, похоронен там же.

## Награды
- Орден Отечественной войны I степени (19.04.1944, 18.09.1944)[3][5]
- Орден Отечественной войны II степени (25.12.1943)[3][5]
- Орден Красной Звезды (12.04.1945, 26.04.1945)[3][5]
- Орден «Знак Почёта»[2]
- Медаль «За отвагу» (19.11.1942, 24.08.1943)[3][4]
- Медаль «За оборону Сталинграда» (22.12.1942)[3][5]
- Медаль «За победу над Германией в Великой Отечественной войне 1941—1945 гг.» (09.05.1945)[3][5]
- Медаль «За освобождение Праги» (09.06.1945)[3][5]
- Медаль «За воинскую доблесть. В ознаменование 100-летия со дня рождения Владимира Ильича Ленина»